# Constantino el Africano
Constantino el Africano (en latín: Constantinus Africanus) (c. 1020, Cartago o Sicilia-1087, monasterio de Monte Cassino) fue un médico y monje cristiano árabe.

## Vida
Su origen era cartaginés, que entonces estaba bajo el dominio árabe. Después de su conversión al cristianismo decidió hacerse monje. Gracias a ello dominaba el latín, lo que le permitió traducir trabajos médicos del árabe. Fue invitado a unirse a la Escuela Médica Salernitana por Alfano I. De esta forma ayudó a reintroducir la medicina griega clásica en Europa. Sus traducciones de Hipócrates y Galeno fueron las primeras en dar una visión en su conjunto de la medicina griega en occidente. También adaptó manuales árabes para los viajeros en su Viaticum.
Constantino dominaba lenguas como el griego, latín, árabe, además de varias lenguas orientales. Había adquirido los conocimientos de esas lenguas durante sus largos viajes por Siria, India, Etiopía, Egipto y Persia. Estudió en la Escuela Médica Salernitana, que fue la primera escuela de medicina instaurada en Europa. Después entró en Monte Cassino, el monasterio fundado por Benito de Nursia en el 529.

## Traducciones
Su primera traducción del árabe al latín fue el Liber Pantegni, llamado originalmente el Khitaab el Maleki, del médico persa del siglo X Ali ibn al-'Abbas.  
Sus 37 libros traducidos del árabe al latín, incluyendo el anterior, introdujeron en Occidente los grandes conocimientos que tenían los musulmanes de la medicina griega. Incluyen además dos tratados de Isaac Israeli ben Solomon, el mejor médico del Califato Fatimí.